# Mk44 Bushmaster II
 (janvier 2023).
La mise en forme du texte ne suit pas les recommandations de Wikipédia : il faut le « wikifier ».
Les points d'amélioration suivants sont les cas les plus fréquents :
- Les titres sont pré-formatés par le logiciel. Ils ne sont ni en capitales, ni en gras.
- Le texte ne doit pas être écrit en capitales (les noms de famille non plus), ni en gras, ni en italique, ni en « petit »…
- Le gras n'est utilisé que pour surligner le titre de l'article dans l'introduction, une seule fois.
- L'italique est rarement utilisé : mots en langue étrangère, titres d'œuvres, noms de bateaux, etc.
- Les citations ne sont pas en italique mais en corps de texte normal. Elles sont entourées par des guillemets français : « et ».
- Les listes à puces sont à éviter, des paragraphes rédigés étant largement préférés. Les tableaux sont à réserver à la présentation de données structurées (résultats, etc.).
- Les appels de note de bas de page (petits chiffres en exposant, introduits par l'outil «  Source ») sont à placer entre la fin de phrase et le point final[comme ça].
- Les liens internes (vers d'autres articles de Wikipédia) sont à choisir avec parcimonie. Créez des liens vers des articles approfondissant le sujet. Les termes génériques sans rapport avec le sujet sont à éviter, ainsi que les répétitions de liens vers un même terme.
- Les liens externes sont à placer uniquement dans une section « Liens externes », à la fin de l'article. Ces liens sont à choisir avec parcimonie suivant les règles définies. Si un lien sert de source à l'article, son insertion dans le texte est à faire par les notes de bas de page.
- La présentation des références doit suivre les conventions bibliographiques. Il est recommandé d'utiliser les modèles {{Ouvrage}}, {{Chapitre}}, {{Article}}, {{Lien web}} et/ou {{Bibliographie}}. Le mode d'édition visuel peut mettre en forme automatiquement les références.
- Insérer une infobox (cadre d'informations à droite) n'est pas obligatoire pour parachever la mise en page.

Pour une aide détaillée, merci de consulter Aide:Wikification.
Si vous pensez que ces points ont été résolus, vous pouvez retirer ce bandeau et améliorer la mise en forme d'un autre article.
Le Mk44 Bushmaster II est un 30 mm chain gun fabriqué par Northrop Grumman. C'est un dérivé du 25 mm M242 Bushmaster, et utilise 70 % des mêmes pièces que le M242 tout en augmentant la puissance de feu jusqu'à 50 % avec l'augmentation de 20 % de taille du calibre.

## Description

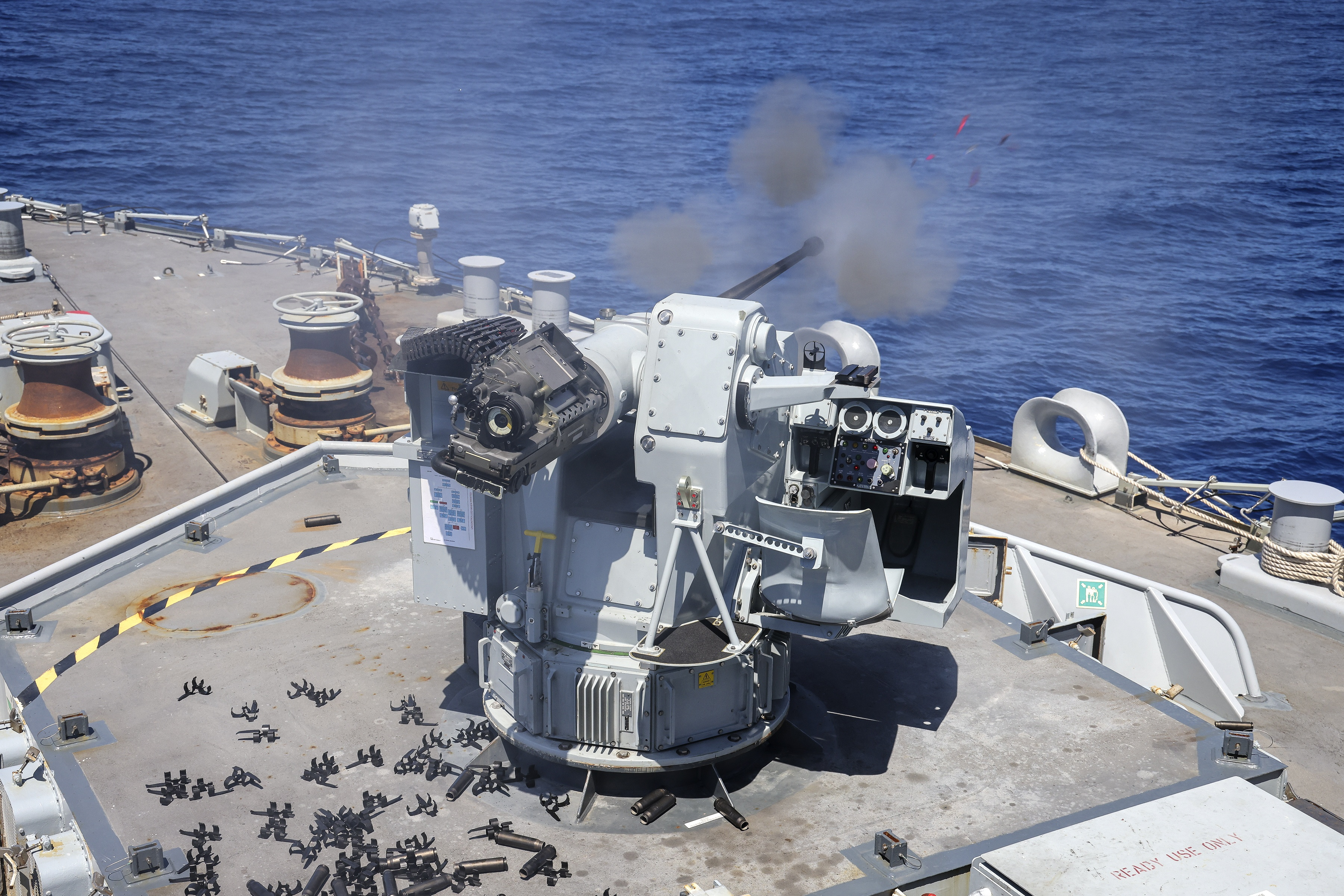
En version canon naval.

Le canon est chromé pour une durée de vie prolongée. Le canon utilise des munitions en variantes GAU-8 Avenger standards disponibles en API (Armor-Piercing Incendiary), HEI (High-Explosive Incendiary) et Armour-piercing fin-stabilized Discarding Sabot-Tracer.
Le pistolet peut être converti en un calibre de 40x180 mm, ce qui implique de changer le canon et quelques pièces clés, pour utiliser la cartouche SuperShot 40. Il peut également être converti pour utiliser la cartouche 30x170 mm RARDEN.

## Munitions

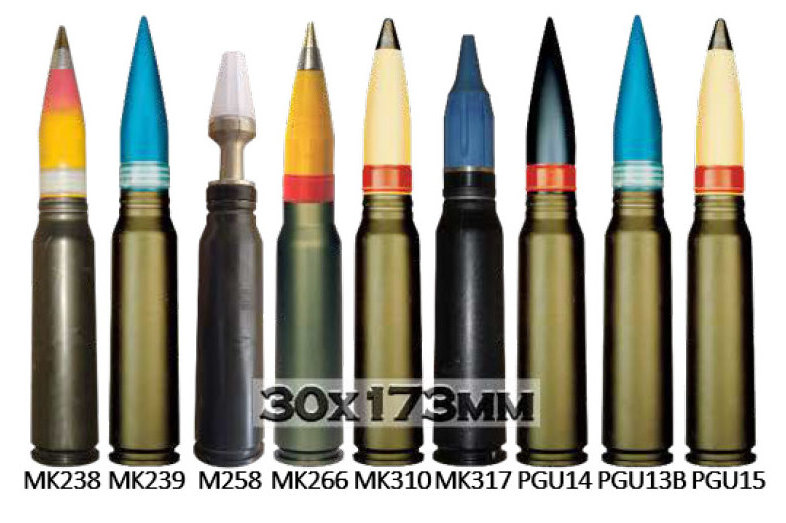
Munitions de 30 x 173 mm.

| Nom      | Désignation originale (anglais)                                    | Description |
| -------- | ------------------------------------------------------------------ | --- |
| MK238    | High Explosive Incendiary-Tracer (HEI-T)                           | Cette munition s'auto-détruit si elle manque sa cible |
| MK239    | Target Practice Traced (TP-T)                                      | Munition d'exercice simulant la MK264. |
| MK258    | Armor Piercing, Fin Stabilized, Discarding Sabot-Tracer (APFSDS-T) | La munition est considérée comme étant de type "supercavitation" afin d'augmenter son efficacité quand elle est tirée sur des cibles comme les mines sous-marines |
| MK264    | Multi Purpose Low Drag-Tracer(MPLD-T)                              | Capacité de percement des blindages légers avec une explosion retardée, disponible avec ou sans capacité autodestructive(SD).                                     |
| MK266    | High Explosive Incendiary-Tracer (HEI-T)                           | Évolution du Mk238 avec augmentation de portée |
| MK310    | Programmable Air Burst Munition-Tracer (PABM-T)                    | Avec fonction airburst pouvant être programmée pour exploser au-dessus d'une position ennemie.                                                                    |
| MK317    | Target Practice Discarding Sabot-Tracer (TPDS-T)                   | Munition d'exercice |
| PGU14/B  | Armor Piercing Incendiary (API)                                    | Projecticle relativement léger avec un cœur d'uranium appauvri très pénétrant                                                                                     |
| PGU13D/B | High Explosive Incendiary (HEI)                                    | Pour canons montés sur aéronef pour utilisation antipersonnelle et antimétériel.                                                                                  |
| PGU15A/B | Target Practice (TP)                                               | Munition d'exercice avec les mêmes caractéristiques balistiques que la PGU13D/B.                                                                                  |

## Opérateurs
- Argentine
  - Navy: Classe Gowind
- Brésil
  - Army: VBTP-MR Guarani[10]
  - Navy: Classe Amazonas
- Tchéquie
  - Army: Pandur II CZ
- Finlande
  - Army: CV9030FIN
- Indonésie
  - Army: Pandur II[11]
  - Navy: Classe Mamuju, Classe Pari, Classe Pollux et Classe Clurit
  - Gardes côtes: Classe Tanjung Datu et Pulau Nipah-class offshore patrol vessel
- Irlande
  - Army: Mowag Piranha
- Japon
  - Gardes côtes: Classe Hateruma, Classe Kunigami (later ships), et Classe Iwami
- Lituanie
  - Armée : Boxer[12],[13]
- Pays-Bas
  - Marine : Classe Holland et Classe Karel Doorman
- Norvège
  - Armée : CV9030N
- Philippines
  - Navy: Classe Jose Rizal and Classe Shaldag
- Pologne
  - Armée : KTO Rosomak
- Portugal
  - Armée : Pandur II
- Roumanie
  - Armée : Mowag Piranha V
- Singapour
  - Armée : Bionix II
  - Armée : Hunter AFV
- Espagne
  - Armée : Dragon (véhicule blindé)
- Marine : Tourelle Sentinel sur les patrouilleurs de Classe Serviola
- Suisse
  - Armée : CV9030CH
- Taïwan
  - Armée : CM-34
- Thaïlande
  - Marine : Classe Tachin, Classe Naresuan, Classe River offshore patrol vessel, Leamsing-class patrol craft (gun), Classe T.991 coastal patrol craft, T.994-class coastal patrol craft, Classe Angthong amphibious transport dock and Classe Ladya navire de guerre des mines
- Royaume-Uni
  - Marine : Type 23 frigate, Type 45 destroyer
- États-Unis
  - Armée : XM1296 Stryker Dragoon
  - Marine : Classe San Antonio navire de transport, Littoral combat ship et Classe Zumwalt
  - Air Force: AC-130W, AC-130J (GAU-23/A)
  - Gardes côtes: Polar Security Cutter[14]